# Walter Alder

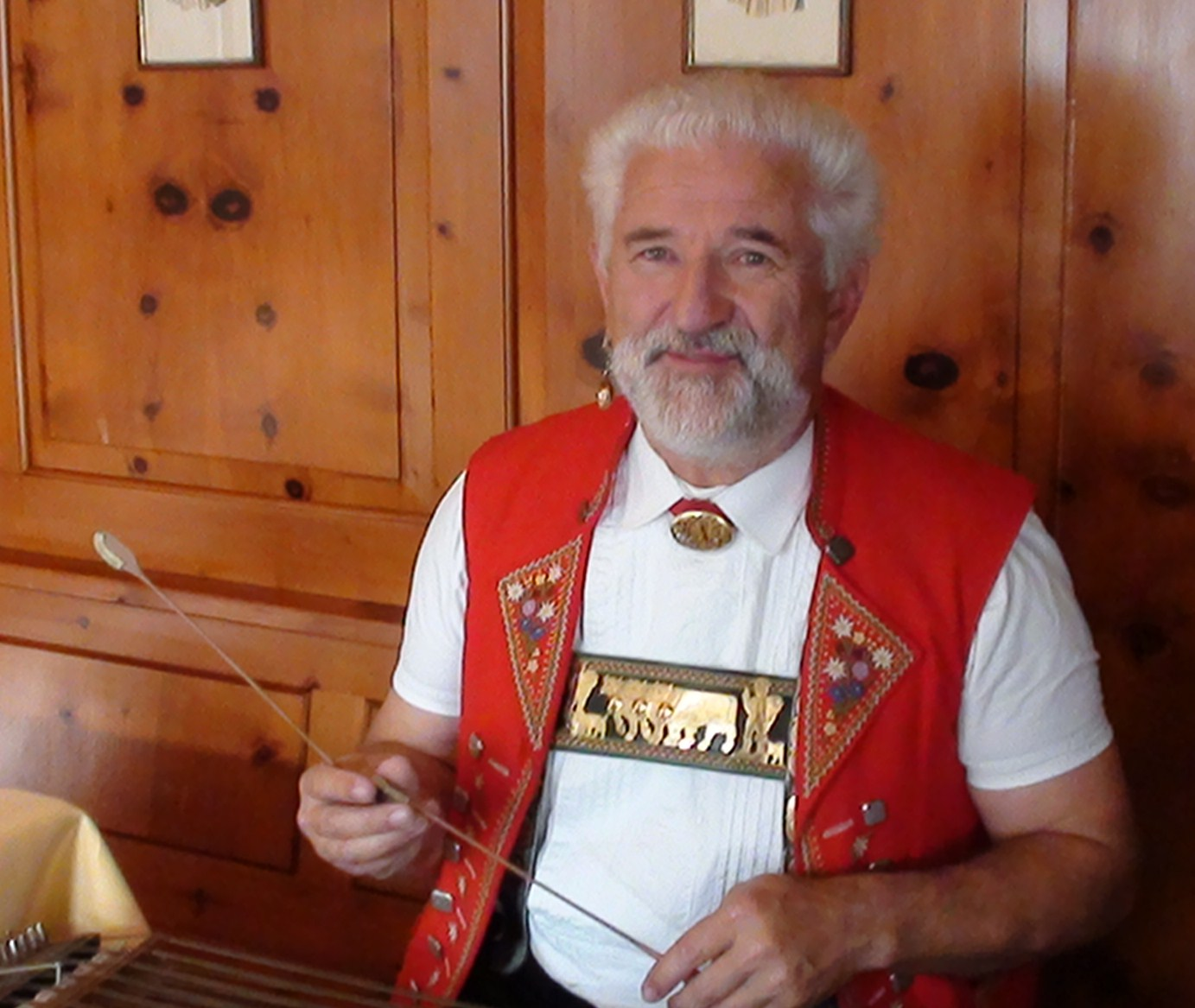
Walter Alder am Hackbrett (2011)

Walter Alder (* 23. Juli 1952 in Urnäsch) ist ein schweizerischer Volksmusikant aus Urnäsch im Kanton Appenzell Ausserrhoden.

## Leben
Adler entstammt der Musikerfamilie Alder, die 1884 ihre Original Streichmusik gegründet hatte. Er ist Mitbegründer der Kapelle Alderbuebe und gelernter Landwirt, unterrichtet im Hackbrettspiel und entwickelt dieses Instrument weiter. Neben seinem Hauptinstrument, dem Hackbrett, spielt er auch Akkordeon, Klavier und Kontrabass. Er hat sich zu einem der bedeutendsten Vertreter der typischen Appenzeller Musik, die dem traditionellen Ländler zugeordnet wird, emporgearbeitet. Durch die Begleitung mit Akkordeon und Klavier entsteht sozusagen eine Synthese zwischen dem Appenzeller- und dem Innerschweizerstil.

## Auszeichnungen
- D’Ländlerkönige
- 2008: Goldener Violinschlüssel[3]